# Amber Ruffin
Amber Mildred Ruffin (9 de enero de 1979) es una humorista, actriz y guionista estadounidense. Se ha desempeñado como guionista para el programa Late Night with Seth Meyers desde 2014. Cuando se unió al equipo de trabajo del programa, se convirtió en la primera mujer de color en escribir el guion para un programa de variedades nocturno en los Estados Unidos. En 2019 aportó su voz en la serie de televisión animada de Netflix, Tuca & Bertie.

## Filmografía

### Como actriz
- 2019 - Village Gazette
- 2019- Tuca & Bertie
- 2014-2019 - Late Night with Seth Meyers
- 2017-2018 - Detroiters
- 2015- Above Average Presents
- 2014 - Wish It Inc.
- 2012-2013 - Animation Domination High-Def
- 2012 - Key and Peele
- 2012 - RobotDown

### Como guionista
- 2019 - Village Gazette
- 2017-2018 - Detroiters
- 2014-2017 - Late Night with Seth Meyers
- 2012 - RobotDown